# Manuel Fernández Silvestre y Pantiga
Manuel Fernández Silvestre y Pantiga (El Caney, 16 dicembre 1871 – Annual, 22 luglio 1921) è stato un generale spagnolo, che partecipò alle prime fasi della ribellione contro l'occupazione spagnola di Cuba ricoprendosi di gloria. Successivamente prestò servizio per un periodo di tempo nel Marocco spagnolo prima di divenire aiutante di campo di Alfonso XIII. Con il grado di generale di divisione partecipò alla prima fase della Guerra del Rif. Al comando di una parte del corpo di spedizione spagnolo rimase ucciso durante la battaglia di Annual, nel luglio 1921.

## Biografia
Nacque a El Caney, sull'isola di Cuba il 16 dicembre 1871, figlio del tenente colonnello dell'artiglieria Víctor Fernández y Pentiaga, sposato in seconde nozze con Eleuteria Silvestre Quesada. Il 30 agosto 1889, all'età di 17 anni, entrò nell'Academia General Militar di Toledo, dove incontrò un altro cadetto divenuto in seguito famoso, Dámaso Berenguer y Fuste, di due anni più giovane. In seguito passò all'Accademia di cavalleria, entrandovi il 9 luglio 1891. Ottenne il brevetto di sottotenente all'età di 21 anni, il 31 luglio 1893, e la sua prima destinazione fu il Regimiento de Caballería "Cazadores de Maria Cristina" n.27, dove rimase fino al maggio 1895, quando fu destinato a prestare servizio a Cuba, presso il Regimiento Expedicionario de Caballería "Tetuán". Sbarcato a Nuevitas il 15 giugno 1895, il 31 luglio venne promosso al grado di tenente, e nel febbraio 1896 fu assegnato al Regimiento Expedicionario de "El Príncipe", in cui prestò servizio fino alla fine dell'agosto 1898.
Durante il periodo in cui prestò servizio a Cuba, divenne noto per il suo coraggio e forgiò la leggenda della sua buona stella. Combatté contro gli indipendentisti durante la seconda guerra di indipendenza di Cuba (1895-1898), partecipando a più di cinquanta combattimenti, e venendo ferito ben ventidue volte. L'8 maggio 1896 prese parte alla battaglia di Arango contro i "mambises", che attaccarono più volte sul fronte tenuto dalla sua squadra, che causò ai ribelli la perdita di 28 uomini uccisi all'arma bianca. Egli ricevette cinque ferite da proiettile e il suo cavallo rimase ucciso. I "mambises" lo legarono ai rami di un albero, accoltellandolo per ben undici volte e lasciandolo per morto. Ferito gravemente, quasi dissanguato, fu ricoverato presso l'Ospedale di Morón dove rimase per un lungo periodo in attesa di recuperare le forze. L'11 agosto di quell'anno, il Governatore Generale di Cuba, Valeriano Weyler y Nicolau Marchese di Tenerife, gli concesse quattro mesi di congedo per malattia, da godere in Patria. Ritornò in servizio il 2 dicembre dello stesso anno, ma a Sábana de Maíz una pallottola gli sfiorò la fronte e stava quasi per ucciderlo. Il suo straordinario coraggio e temperamento divenne evidente durante il combattimento di Pinar del Rio, avvenuto tra il 13 e il 14 dicembre 1896. Dopo che le pallottole nemiche gli ebbero ucciso tre cavalli, ne ottenne un quarto e torno in azione. Il 10 luglio 1897 fu ricoverato presso l'ospedale di Placeta in quanto affetta da malaria. Il 30 settembre dello stesso anno fu promosso capitano come ricompensa per i suoi meriti sul campo. L'11 gennaio 1898 rimase ferito da due pallottole durante la prima carica effettuata dal suo squadrone, e da tre proiettili e tredici colpi di machete durante il secondo attacco, riportando ferite alla testa, al tronco e gli arti. Tali ferite gli lasciarono invalido il braccio sinistro, ma lui imparò a dissimulare la cosa egregiamente. A causa delle gravi ferite riportare fu rimpatriato, e sbarcò a La Coruña il 29 agosto 1898, stabilendosi a Alcalá de Henares. Nel settembre dello stesso anno venne promosso maggiore per meriti di guerra compiuti durante la battaglia di la Caridad. In Spagna prestò servizio in vari reggimenti di cavalleria di Madrid e Saragozza. Il 15 dicembre 1899 sposò Doña Elvira Duarte Oteiza, dalla quale ebbe due figli: Elvira e Manuel.
Nel 1904, dopo aver prestato servizio in vari reggimenti della penisola, ad Alcalà de Hernanes, Guadalajara, Madrid e Saragozza fu mandato a Melilla presso l'Escuadrón de Cazadores "de Alcántara". In Marocco si mise a studiare la lingua araba e berbera, presso la Escuela Oficial de Árabe, ottenendo il punteggio più alto tra i quattordici allievi, e conseguendo il titolo di interprete. Paradossalmente il professore che lo qualificò interprete fu il futuro capo della ribellione rifiana, Abd el-Krim, che a quel tempo viveva ancora a Melilla e lavorava per il governo spagnolo. Alla fine dell'agosto 1908 si trasferì a Casablanca, dove il Ministro di Stato lo nominò capo istruttore della polizia rifiana, secondo gli ordini del nuovo sultano Mulay Abd al-Hafiz, e istruttore della polizia marocchina della città e comandante delle forze spagnole ivi presenti. Il 7 febbraio 1909, all'età di 37 anni, divenne tenente colonnello per anzianità di servizio.

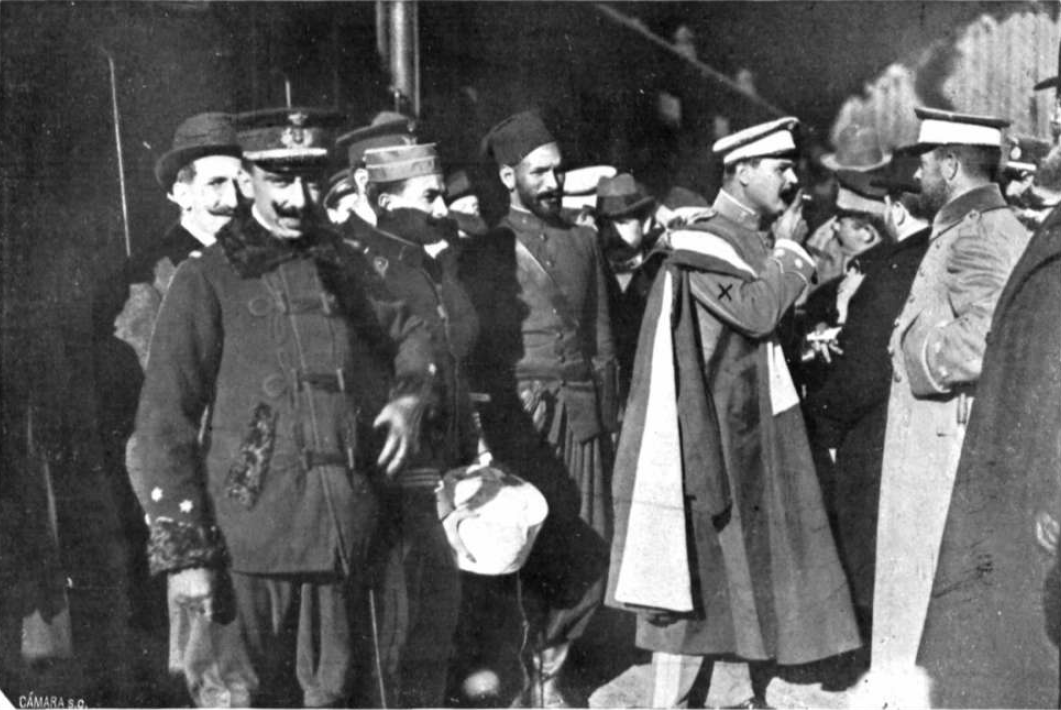
Il tenente colonnello Fernández, comandante delle truppe spagnole a Larache e Alcazarquivir in visita a Madrid l'11 dicembre 1911. Lo accompagna la sua ordinanza, il sergente della Polizia indigena Ab-el-Kader

Nel corso del 1911 i sentimenti anti-spagnoli furono esacerbati e membri di una famiglia amica della Spagna, gli Ibn Malek, dopo essere stati sequestrati nel mese di maggio, furono assassinati a Larache il 7 luglio dello stesso anno. Il 13 giugno i pochi residenti spagnoli di Larache si rifugiarono nel porto temendo gli attacchi dalle tribù ribelli. Arrivando da Casablanca, sbarcò dalla nave da battaglia España e si incontro con El Raisuni un famoso capo locale di grande potere e influenza. Entrambi guerrieri, imprevedibilmente i due si piacquero ed arrivarono ad una soluzione negoziata del conflitto. Pur essendo considerato un uomo feroce e imprevedibile, il tenente colonnello si rivelò un abile negoziatore, che lasciò la porta aperta all'influenza spagnola nella parte nord-occidentale del Marocco. In considerazione dei suoi meriti il 22 febbraio 1912 venne elevato al rango di colonnello. Nell'estate di quell'anno egli accumulò truppe a Larache, e concordò con Raisuni un'incursione su Assila, che sarebbe stata successivamente occupata delle truppe spagnole il 17 agosto, sostituendo il distaccamento francese che stava predisponendo una linea telegrafica con Tangeri. Tale audace iniziativa fu fonte di grande irritazione per i francesi, con l'Eliseo che protestò fermamente contro l'iniziativa spagnola. Pur considerando l'iniziativa troppo bellicosa, il Primo Ministro spagnolo José Canalejas Méndez lo lasciò fare, sostenendone l'azione. Dopo l'assassinio di Canalejas e istituzione unilaterale del protettorato francese in Marocco, il 27 novembre la Spagna fu costretta a firmare in tutta fretta il Trattato ispano-francese di Madrid che riduceva a 32.000 km² area di influenza spagnola precedentemente concordata, mentre la Francia se ne riservava ben 415.000. Nasceva così il protettorato spagnolo in Marocco, situato nella parte più povera, selvaggia e ribelle del paese.
Nel gennaio 1913 fu promosso colonnello e nominato Comandante Generale di Larache, mentre egli sosteneva a Madrid la candidatura di Raisuni al Califfato. Tuttavia Raisuni rapì alcune persone vicino al villaggio di Jaldien nel marzo successivo, e chiese un riscatto di 250.000 peseta. Sentendosi tradito ordinò al capitano Guedea di marciare su Assila, capitale di Raisuni, per evitare il pagamento del riscatto e liberare i prigionieri. Un certo al-Kalai, agente di Raisuni, venne ucciso dagli spagnoli presso un valico di frontiera. Accusandolo della sua morte Raisuni levò il campo, giurando vendetta, ma in realtà si recò a Tangeri a protestare con l'ambasciatore spagnolo Luis Valera Délaval Marchese di Villasinda, e con il segretario della legazione Juan Vincente Zugasti Dikson. Il governo spagnolo, che non voleva lo scoppio di un conflitto armato, sostituì Silvestre con il generale Alfau.

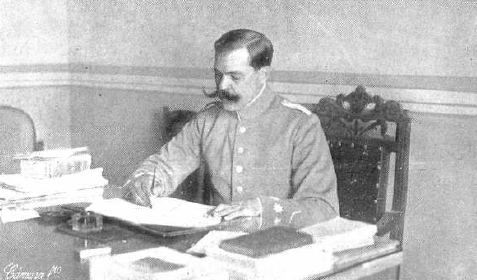
Fotografia del colonnello Fernández pubblicata quando fu data la notizia della sua promozione a generale di brigata.

Nonostante questa battuta d'arresto fu promosso brigadiere generale il 19 giugno 1913, e nominato Aiutante di campo di Sua Maestà Re Alfonso XIII, il 9 luglio 1915, incarico che mantenne fino al luglio 1919. Il 17 giugno 1917 divenne generale di brigata per meriti di guerra, e il 28 giugno 1918 fu elevato al rango di generale di divisione. Durante gli anni della prima guerra mondiale si dedicò allo studio delle moderne tecniche di guerra, recandosi in visita sul fronte francese dove nel gennaio 1916 incontrò il generale Édouard de Castelnau presso il suo comando.
Il 23 luglio 1919 ritornò in servizio attivo, nominato Comandante Generale di Ceuta. Poche settimane dopo, il generale Dámaso Berenguer y Fusté assunse l'incarico di Alto Commissario del Marocco spagnolo. Avendo previsto di assumere egli stesso questo incarico, la nomina del suo antico camerata, amico e rivale fu fonte di grande delusione. Anche se si apprezzavano l'un l'altro, avevano elaborato criteri diametralmente opposti su come pacificare il Marocco spagnolo. I piani di Berenguer prevedevano una graduale avanzata verso l'interno sino a Tafersit, continuando nel contempo a negoziare con El Raisuni e con i capi della qabile locali, a prescindere dagli attacchi subiti e dalle continue violazioni dei patti sottoscritti. Da parte sua Silvestre auspicava una rapida azione militare risolutiva, atta a pacificare una volta per tutte il protettorato.
Il 30 gennaio 1920 fu nominato capo della Comandancia General di Melilla, e tra il maggio 1920 e il giugno 1921 iniziò una lenta avanzata verso l'interno del Rif, occupando Tafersit, e poi altri capisaldi tra cui Annual. L'avanzata fu rapida, perché i ribelli rifiani opposero scarsa resistenza, con gli spagnoli che lamentarono 10 morti e 60 feriti. Il fronte dell'avanzata si estendeva per circa 130 km, da Buy Meyan ad Annual, e per controllarlo furono costruiti ben 144 blocaos che servivano a delimitare l'avanzata nel territorio controllato dalle tribù (qabila). L'impresa di controllare il territorio, dando tempo alle truppe spagnole di pacificarlo si rivelò azzardata. Infatti non si provvide a disarmare le tribù che giuravano fedeltà alla corona spagnola, mentre i fortini dovettero essere riforniti giornalmente di viveri e acqua, impresa difficile dato che nel protettorato non esistevano infrastrutture e mezzi di trasporto moderni come i camion. Il piano operativo steso da Silvestre e Berenguer prevedeva un'avanzata sino a Tafersit, per poi dirigersi a nord, occupando la baia di Alhucemas, considerata di importanza strategica. In quei giorni una delegazione di notabili locali si recò a parlamentare con il generale e gli riferirono un messaggio di Abd el-Krim: se egli e le sue truppe avessero oltrepassato il fiume Ameqqran il fatto sarebbe stato considerato come una dichiarazione di guerra.
Il 1º giugno 1921 una colonna di 1.461 soldati spagnoli partì da Annual, dove Silvestre aveva posto il suo Quartier generale, oltrepassando il fiume Ameqqran e occupando le alture del monte Abarrán, a circa 15 km di distanza. Una volta costruito il blocao vi rimasero di guardia 50 soldati spagnoli con quattro cannoni Schneider da 75/28 mm, un eliografo, 200 poliziotti indigeni e una harka locale ritenuta affidabile. I ribelli rifiani attaccarono in forze la fortificazione, assediandola per quattro giorni. La diserzione in massa della harka e l'ammutinamento della quasi totalità dei poliziotti indigeni, che si unirono ai ribelli e cominciarono a far fuoco sugli spagnoli, portò al rapido annientamento del presidio, con la morte di tutti gli ufficiali e di 179 tra poliziotti e soldati, oltre alla cattura di quattro cannoni e 200 fucili. La vittoria di Abarrán fu la scintilla che fece scoppiare l'insurrezione generale, e convinse Abd el-Krim e i capi tribù della debolezza delle linee spagnole. Lo stesso giorno fu attaccato il presidio di Sidi Dris, situato in posizione costiera, che portò all'uccisione di un centinaio di soldati spagnoli prima che i ribelli si ritirassero. L'illusione di poter terminare rapidamente ed in maniera incruenta l'occupazione del Rif accadde quasi subito, ma nonostante la battuta di arresto la penetrazione spagnola continuò comunque, ed il 7 giugno un piccolo contingente di truppe occupò la collina di Igueriben, posta a circa 5 km a sud di Annual.

### Il disastro di Annual
Dopo l'occupazione della collina chiese, prima di procedere ad un'ulteriore avanzata, l'invio di forti contingenti di rinforzo per consolidare le posizioni occupate. Berenguer non fu in grado di esaudire le sue richieste, affermando che le truppe di rincalzo sarebbero giunte non prima di tre mesi. Il 17 luglio Abd el-Krim al comando della tribù Ait Ouriaghel, e con l'appoggio di molte tribù considerate fedeli alla Spagna, attaccò il presidio di Igueriben, occupando nel contempo la più alta collina di Sidi-Ibrahim da dove poteva dominare la postazione spagnola. I rifiani posero l'assedio a Igueriben, e Silvestre inviò un forte colonna di rinforzi, circa 3.000 soldati, che furono bloccati prima di arrivare alla destinazione, subendo forti perdite. Il 22 luglio ci fu l'attacco finale su Igueriben, quasi tutti gli ufficiali caddero in combattimento, insieme alla quasi totalità dei soldati. Poco dopo i ribelli posero l'assedio ad Annual, tagliando le linee telefoniche, e conquistando uno ad uno gli avamposti posizionati fuori dal campo principale. Silvestre chiese urgentemente a Berenguer l'invio di rinforzi urgenti, ma sia l'Alto Commissario che il Ministro della Guerra a Madrid, Louis Marichalar y Monreal Visconte di Eza, sottovalutarono le richieste. Alla mezzanotte del 22 luglio Silvestre tenne un consiglio di guerra nella sua tenda, decidendo di evacuare la postazione di Annual, ma un telegramma ricevuto da Berenguer che gli comunicava l'invio di rinforzi gli fece cambiare idea. con l'arrivo dell'alba i rinforzi non si materializzarono ed egli diede l'ordine di evacuare la postazione. Le procedure di evacuazione iniziarono alle 10:20 sotto l'ormai imminente attacco dei ribelli. I soldati furono suddivisi in due distinte colonne, ma essa non poté aver luogo. I ribelli attaccarono in forze, e scoppiò il panico, con i soldati che nella massima disorganizzazione iniziarono a fuggire gettando le armi. Oltre duemilacinquecento soldati spagnoli morirono durante l'attacco, tra cui il generale Silvestre, e essi si aggiunsero ai 1.500 già uccisi nelle postazioni vicine. I prigionieri furono circa 492, ma solo pochissimi sopravvissero alla dura fase della prigionia.
Le circostanze della morte del generale Silvestre non sono chiare, alcuni dissero di averlo visto cadere colpito a morte mente tentava di organizzare la difesa assieme ai colonnelli Manella e Morales, assistiti da parecchi ufficiali. Secondo altri, una volta capito che non c'era più nulla da fare, rientrò nella sua tenda e si suicidò. Il suo corpo non venne mai ritrovato. Oltre 12.000 soldati spagnoli persero la vita tra il 22 luglio ed il 9 agosto 1921, in quello che divenne noto come il "disastro di Annual".

### Annotazioni
1. ↑  Entrambi appartenenti al medesimo corso, il VII del 1889.
2. ↑  Dove giunse proveniente da Cadice a bordo del vapore Buenos Aires.
3. ↑  Quest'ultimo era tenente quando successe il disastro di Annual, e morì nel 1937 durante la guerra civile. Sua moglie morì a Melilla il 19 gennaio del 1907, lasciandolo vedovo all'età di 36 anni.
4. ↑  Si trattava del 4° Tabor (battaglione).
5. ↑  Louis Valera Délavat Marchese di Villasinda, nacque a Madrid il 5 gennaio 1870, figlio del diplomatico e romanziere Juan Valera y Alcalá Galiano. Entrò nel Corpo Diplomatico come aspirante diplomatico, sposando successivamente Doña María la Clemencia Ramírez de Saavedra y Alfonso, marchesa di Villasinda, da cui ebbe quattro figli. Ereditò anche l'inclinazione paterna alla letteratura e fu autore di Sombras chinescas. Il 29 dicembre 1910 fu nominato ambasciatore a Tangeri, incarico mantenuto fino al 10 marzo 1913. Durante il suo mandato furono create scuole miste ispano-arabe. Il 23 marzo 1913 presenziò all'inaugurazione, come ministro plenipotenziario, della Scuola Casa Riera Alfonso XIII, cui assistettero anche P. Cervera, P. Betanzos, il 1° segretario dell'ambasciata Mauricio López Roberts, il 2° segretario Alfo Caro, e il console generale Juan Potous. Fu considerato come un ingegnoso e sagace uomo politico, intelligente e lavoratore. Il suo mandato a Tangeri coincise con quello del generale Manuel Fernández Silvestre y Pantiga. Agli inizi del 1912 Silvestre fu nominato colonnello ed andò a Madrid a perorare la causa dell'ascesa al Califfato di Mulay Ahmed Mohammed el Raisuni. Poco tempo dopo cominciarono i confronti tra Silvestre e el Raisuni, dovuti alle attività di brigantaggio cui era dedito quest'ultimo. A causa dell'uccisione di un luogotenente di el Raisuni da parte della truppe spagnole, quest'ultimo si recò a Tangeri a parlamentare con Valera Délavat, che per evitare un pericoloso confronto militare convinse il Ministro della Guerra ad esautorare Silvestre, sostituendolo con il generale Alfau. Raisuni si rese conto che Valera Délavat, Silvestre e il Ministro della Guerra, non andavano d'accordo e ne trasse il massimo profitto. Nel 1913 neanche Alfau era in accordo con i metodi di Silvestre, e il Marchese di Villasinda cercò con intelligenza un successo politico che non venne mai. Tra il 1918 ed il 1926 fu ambasciatore spagnolo presso la santa Sede, e si spense il 3 luglio 1926.
6. ↑  Per servicios y circunstancias.

### Fonti
1. 1 2  Pando 1999, p. 27.
2. 1 2 3 4  Cañete Páez 2011, p. 16.
3. 1 2 3 4 5 6 7 8 9 10 11  Pando 1999, p. 28.
4. 1 2 3 4 5  Pando 1999, p. 29.
5. 1 2 3  Pando 1999, p. 31.
6. ↑  Pando 1999, p. 32.
7. 1 2 3 4  Pando 1999, p. 33.
8. 1 2 3 4  Pando 1999, p. 34.
9. 1 2 3 4 5 6 7  Pastor Ugena 2010, p. 15.
10. ↑  Pando 1999, p. 35.
11. 1 2 3  Pando 1999, p. 36.
12. 1 2 3 4 5  Pando 1999, p. 40.
13. ↑  Pando 1999, p. 41.
14. ↑  Pando 1999, p. 42.
15. 1 2 3  Tamburini 2007, p. 13.
16. 1 2 3  Pastor Ugena 2010, p. 16.
17. 1 2 3 4 5 6 7  Tamburini 2007, p. 14.
18. ↑  Un ignoto villaggio abbandonato, occupato dagli spagnoli il 15 gennaio 1921.
19. ↑  Si trattava di piccoli fortini costruiti con assi di legno, filo spinato, e sacchi di terra, difesi da un piccolo numero di soldati.
20. ↑  La maggior parte di esse aveva giurato fedeltà alla Corona spagnola solo dopo che i capi tribù avevano ricevuto una grossa somma di denaro, secondo una politica instaurata dall'Alto Commissario Damaso Berenguer y Fusté.
21. ↑  La cui costruzione risultò molto difficoltosa per via della mancanza di pietre e sacchi di sabbia in numero sufficiente.
22. 1 2 3 4 5 6 7 8 9 10  Tamburini 2007, p. 15.
23. ↑  Che comunque era stata lasciata fuori dalla fortificazione, probabilmente per evitare problemi.
24. 1 2 3 4 5 6 7 8 9 10  Cañete Páez 2011, p. 17.
25. ↑  La ritirata fu dovuta all'intervento della cannoniera Laya che iniziò a battere le posizioni ribelli con i propri pezzi d'artiglieria, sbarcando nel contempo un contingente di fanti di marina.
26. ↑  Silvestre, un uomo d'onore, fece l'errore di sottovalutare le tribù del Rif, e proprio per questo allungò senza usare particolare prudenza le proprie linee di rifornimento. Credendo che gli attacchi fossero solo azioni isolate, continuò l'avanzata e iniziò la costruzione di una base di appoggio sulle collina di Igueriben.
27. ↑  Durante un tempestoso incontro avvenuto a bordo dell'incrociatore corazzato Princesa de Asturias, quando Berenguer comunicò a Silvestre che i rinforzi non sarebbero giunti prima di alcuni mesi i due vennero quasi alle mani, e il fatto fu evitato solo grazie all'intervento del comandante della nave che fece da paciere.
28. 1 2  Tamburini 2007, p. 16.
29. ↑  ...a causa di una situazione gravissima e angosciante l'invio di divisioni...
30. ↑  Che aveva appena impegnato le truppe al suo comando nel settore occidentale, contro le forze di El Raisuni.
31. 1 2 3 4 5  Tamburini 2007, p. 17.
32. ↑  Secondo una leggenda la sua testa venne mostrata di villaggio in villaggio fino alla città santa di Xauen, ma tale voce non è mai stata dimostrata.